# Elliot Tiber
Elliot Tiber est un artiste, scénariste et écrivain américain, né Eliyahu Teichberg à Bensonhurst (Brooklyn (New York)) le 15 avril 1935 et mort le 3 août 2016 à Boca Raton en Floride.

## Biographie
Elliot Tiber participe à l'organisation du Festival de Woodstock, avec Michael Lang qu'il rencontre à New York.
Dans le film Hôtel Woodstock, l'acteur Demetri Martin interprète sa personne.
Il est mort d'un accident vasculaire cérébral à l'âge de 81 ans.

## Publications
- (en) André Ernotte et Elliot Tiber, High Street, Avon Books, 1977, 158 p.  (ISBN 0380009277),  (ISBN 9780380009275).
- (en) Knock on Woodstock: The Uproarious, Uncensored Story of the Woodstock Festival, the Gay Man Who Made It Happen, and How He Earned His Ticket to Free, Festival Books, 1994, 268 p.  (ISBN 0-9641-8061-8),  (ISBN 9780964180611).
- (en) Ticket to Freedom Woodstock, Anglophone, 1994, 268 p.  (ISBN 0-9641-8062-6),  (ISBN 9780964180628).
- (en) Woodstock Delirium: Music, Mayhem & Madness, 2001, 421 p.  (ISBN 0-9715-6390-X),  (ISBN 9780971563902).
- (en) Tom Monte et Tiber Elliot, Taking Woodstock: A True Story of a Riot, a Concert, and a Life, Square One Publishers, 2007. 215 p.  (ISBN 0-7570-0293-5),  (ISBN 9780757002939).
- (en) Palm Trees on the Hudson: A True Story of the Mob, Judy Garland & Interior Decorating, Square One Publishers, 2010, 224 p.  (ISBN 0-7570-0351-6),  (ISBN 9780757003516).
- (en) After Woodstock: The True Story of a Belgian Movie, an Israeli Wedding, & a Manhattan Breakdown, Square One Publishers, 2013, 304 p.  (ISBN 0-7570-0392-3),  (ISBN 9780757003929).